# چویونچی-نیکولایفکا
چویونچی-نیکولایفکا (انگلیسی: Chuyunchi-Nikolayevka) یک شهرک در شهرستان داولکانوفسکی در استان باشقیرستان کشور روسیه است.